# Весёлый (Томская область)
Весёлый — исчезнувший посёлок в Бакчарском районе Томской области. На момент упразднения входил в состав Новобуркинского сельсовета. Упразднен в 2004 году.

## География
Посёлок располагался на правом берегу реки Парбиг, ниже впадения в неё рек Гарь и Кучумовка, в 9 км (по прямой) к юго-западу от села Новая Бурка.

## История
Точная дата основания посёлка не установлена. Первые сведения о численности населения поселка относятся к 1952 году. В 1960-х годах поселок попал в разряд не перспективным и по планам должен был быть сселен в начале к 1975 году, а по второму плану к 1985 году. 
Постановлением Государственной Думы Томской области от 29.07.2004 года № 1359 Посёлок Весёлый исключена из учётных данных.

## Население
| 1952 | 1959 | 1970 | 1979 | 1989 | 2002 |
| ---- | ---- | ---- | ---- | ---- | ---- |
| 67   | ↗183 | ↘111 | ↘21  | ↘0   | →0   |